# Салудечо
Салудѐчо (на италиански: Saludecio, на местен диалект Saludécc, Салудеч) е село и община в Северна Италия, провинция Римини, регион Емилия-Романя. Разположно е на 350 m надморска височина. Населението на общината е 2998 души (към 2010 г.).